# STAR TRAIN
《STAR TRAIN》是日本流行電音組合Perfume第22張單曲。單曲於2015年10月28日發行。唱片公司為Perfume Records / UNIVERSAL J。

## 介绍
- 距離前一張單曲約半年發行的單曲[1]，為Perfume在2015（結成15周年及主流出道10周年）發行的第二彈單曲。以初回限定盤及通常盤兩種形態發行。
- 為Perfume首部紀錄片電影主題曲。這是製作人中田康貴首次以Perfume三人為主題去創作一首歌曲，曲中傳遞了三人回顧過去和展望將來的心境，亦流露出三人在這十五年來互相扶持和對組合的感情，具有周年紀念意義。三人在周年紀念活动「Perfume Anniversary 10days 2015 PPPPPPPPPP」中的day 5-10（LIVE 3:5:6:9）的ENCORE環節上初次表演了這首歌。
- B面曲則是「俏正美BB系列」廣告歌。
- 只收錄在初回限定盤的B面曲是Perfume在初出道時經常於演唱會上表演的一首歌曲，時隔多年後首次CD音源化。這次收錄的並非曾經在演唱會上表演過的原始版本，而是經過重新編曲和灌錄的新版本。

## 收錄歌曲

### CD（初回限定盘）
| 曲序     | 曲目                                           | 时长  |
| -------- | ---------------------------------------------- | ----- |
| 1.       | STAR TRAIN（紀錄片電影主題曲）                 | 4:34  |
| 2.       | TOKIMEKI LIGHTS（「系列」廣告歌）              | 4:26  |
| 3.       | イミテーションワールド                         | 5:14  |
| 4.       | STAR TRAIN -Original Instrumental-             | 4:34  |
| 5.       | TOKIMEKI LIGHTS -Original Instrumental-        | 4:26  |
| 6.       | イミテーションワールド -Original Instrumental- | 5:13  |
| 总时长： | 总时长：                                       | 28:27 |

### CD（通常盘）
| 曲序     | 曲目            | 时长 |
| -------- | --------------- | ---- |
| 1.       | STAR TRAIN      | 4:34 |
| 2.       | TOKIMEKI LIGHTS | 4:26 |
| 总时长： | 总时长：        | 9:00 |

### DVD（初回限定盘）
1. STAR TRAIN -Video Clip-
2. Perfume View

## 資料來源
1. ↑  .   [2015-11-03]. （原始内容存档于2015-11-01）.

## 外部連結
- 日本環球唱片公司的Perfume專頁（页面存档备份，存于）（日語）
- YouTube上的Teaser：Teaser：Perfume 「STAR TRAIN」